# 印尼的亞美尼亞人
在19世紀，很多亞美尼亞人貿易商從阿姆斯特丹到東南亞做生意，他們建立工廠和種植園，他們多在荷屬東印度的爪哇落腳。
在1808年，隨著社區不斷增長，George Manook與其他人一起，從荷蘭政府獲得25,000荷蘭盾建立學校和教堂。1852年在巴達維亞的海莉亞·米蘭班·蒂安幫助亞美尼亞兒童開辦孤兒院和學校。社區還在巴達維亞修建了一個小教堂，並於1855年成立了一所學校。
1880年1月6日，荷蘭政府正式承認亞美尼亞人社區是一個法人組織，在短時間內，亞美尼亞人也延伸到新加坡，在那裡他們參與在英國控制下的鴉片貿易，而一些亞美尼亞教會傳教士前往菲律賓。